# سینما هنر و تجربه (بابل)
سینما هنر و تجربه بابل یک سینما در شهر بابل، ایران است.
این سینما در سال ۱۳۸۱ با یک سالن با ظرفیت ۳۵۰ نفر تأسیس شده و در ۳۱ تیر ۱۳۹۵ به گروه سینما هنر و تجربه پیوسته است.